# Yasso
Yasso is een gemeente (commune) in de regio Ségou in Mali. De gemeente telt 13.800 inwoners (2009).